# Hindsjö, Västergötland
Hindsjö är en sjö i Herrljunga kommun och Vårgårda kommun i Västergötland och ingår i Göta älvs huvudavrinningsområde. Sjön har en area på 0,134 kvadratkilometer och ligger 160 meter över havet.

## Delavrinningsområde
Hindsjö ingår i det delavrinningsområde (642632-132944) som SMHI kallar för Utloppet av Malsjö. Medelhöjden är 178 meter över havet och ytan är 14,67 kvadratkilometer. Det finns inga avrinningsområden uppströms utan avrinningsområdet är högsta punkten. Vattendraget som avvattnar avrinningsområdet har biflödesordning 3, vilket innebär att vattnet flödar genom totalt 3 vattendrag innan det når havet efter 120 kilometer. Avrinningsområdet består mestadels av skog (66 procent) och jordbruk (12 procent). Avrinningsområdet har 1,24 kvadratkilometer vattenytor vilket ger det en sjöprocent på 8,4 procent.

## Galleri

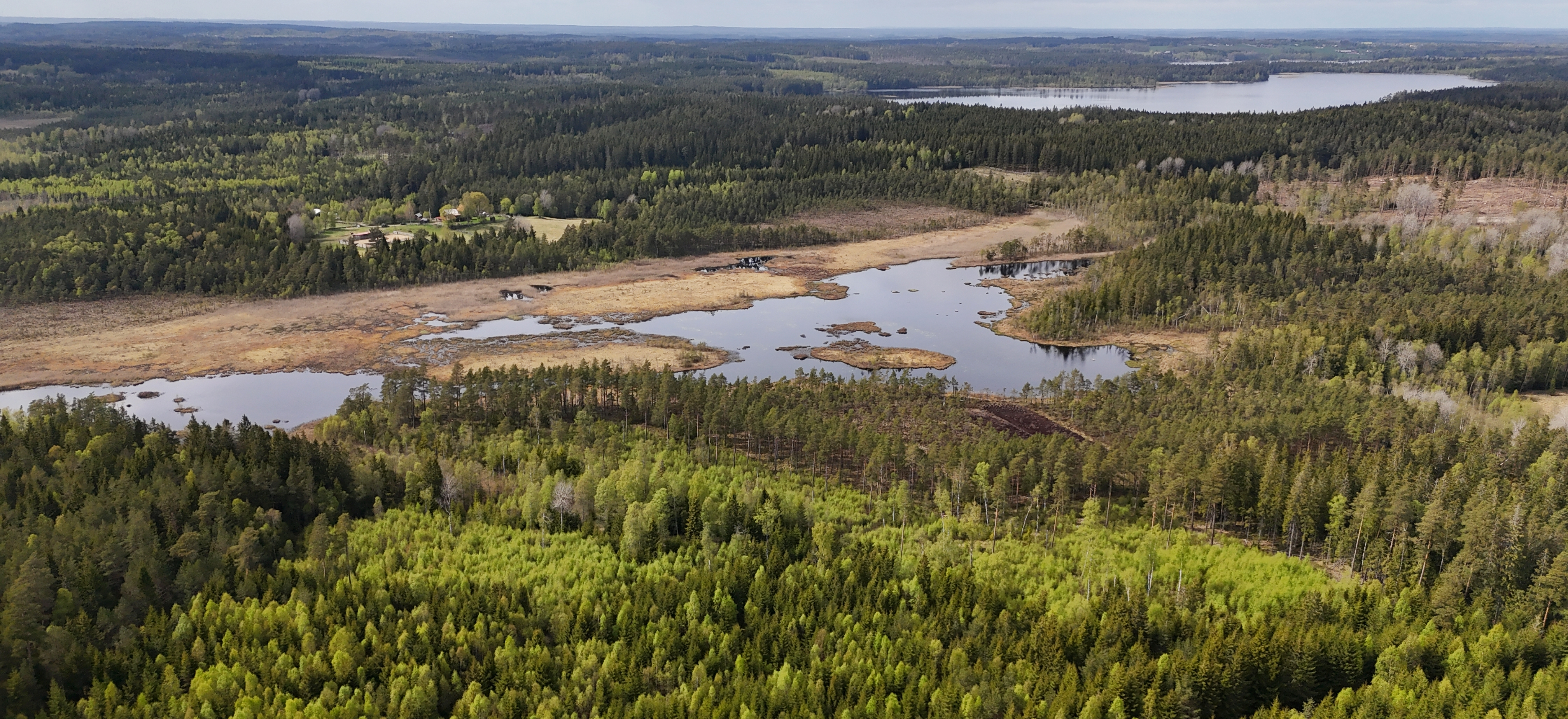
Hindsjö och längre bort i nordväst Ornungasjö.
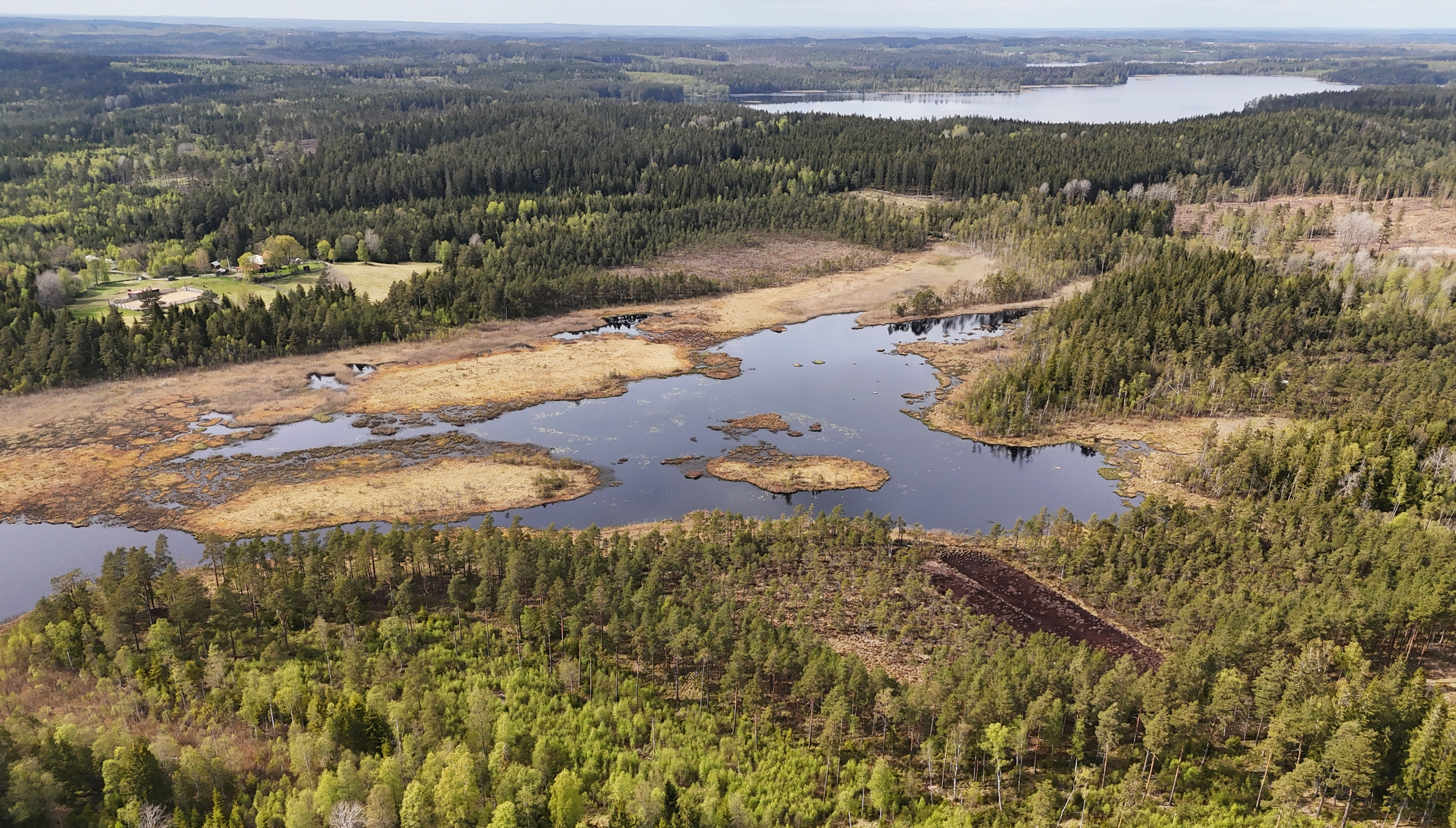
Sjöns norra ända.